# Karina Mertens
Karina Mertens (Antwerpen, 5 augustus 1973) is een Vlaamse actrice. Ze is vooral bekend uit de VTM-series Spoed en Verschoten & Zoon.

## Films en televisieseries
- Once Upon a Studio, overige Nederlandse stemmen (2023)
- The Little Mermaid, marktverkoopster (2023)
- Lightyear, overige Vlaamse stemmen en regie (2022)
- Turning Red, Vlaamse stem van Ming Lee (2022)
- Ralph Breaks the Internet, Vlaamse stem van Mulan (2018)
- Binnenstebuiten, gastrol als Katrien (2013)
- 4 Tegen Z, Vlaamse stem van Julia (2010)
- Witse, gastrol als Lien Veys (2009)
- Familie, gastrol als Inge De Roeck (2009)
- Spoed, hoofdrol als Ellen Van Poel (2005-2007)
- Verschoten & Zoon, hoofdrol als Steph Van den Bergh (2003-2007)
- Mulan, Vlaamse stem van Mulan (1998)
- De Kotmadam, gastrol als Klaartje (1997)
- My Little Pony Friendship is Magic - Rainbow Dash

## Musical
- Assepoester, Studio 100 als Goede Fee (1999)
- Daens ensemble (2008)
- '14-'18 ensemble (2014)